# Hystrix sibirica
Hystrix sibirica là một loài thực vật có hoa trong họ Hòa thảo. Loài này được (Trautv.) Kuntze mô tả khoa học đầu tiên năm 1891.